# Miniophyllodes aurora
Miniophyllodes aurora is een vlinder uit de familie spinneruilen (Erebidae). De wetenschappelijke naam is voor het eerst geldig gepubliceerd in 1912 door de Joannis.
De soort komt voor in tropisch Afrika.